# Escola Secundária Fernão Mendes Pinto
A Escola Secundária Fernão Mendes Pinto é uma escola portuguesa do ensino secundário situada no Pragal. É composta por três pavilhões teóricos, um pavilhão gimno-desportivo e um pavilhão segmentado em dois, sendo este teórico-prático.
Existe uma planta da escola onde se podem ver slideshows com fotografias dos vários pavilhões. A Escola Secundária Fernão Mendes Pinto representa uma continuação da Secção de Almada do Liceu D. João de Castro, criada em 1965, a qual viria a dar origem ao Liceu Nacional de Almada, autónomo a partir do ano lectivo de 1972/73. As instalações situavam-se no centro da cidade, na Praça S. João Baptista, num espaço bastante amplo, actualmente ocupado pelo Complexo do Fórum Municipal Romeu Correia. Ao longo de muitos anos, por ser Liceu, constituiu a única escola do concelho a disponibilizar o curso complementar que dava acesso directo às universidades.
Ainda com a designação de Liceu Nacional de Almada, a escola abandonou os pavilhões provisórios em que estivera durante dez anos, mudando-se em outubro de 1975 para a construção que actualmente ocupa. No ano lectivo de 1978/79, este estabelecimento passou a chamar-se Escola Secundária de Almada, nome que passou para o actual, Escola Secundária Fernão Mendes Pinto, em 1987/88.
Entre as especialidades da escola consta o ensino da língua alemã. Nesse âmbito, a Escola Secundária Fernão Mendes Pinto mantém uma parceria com o Max-Planck-Gymnasium, uma escola secundária na cidade alemã de Dortmund que se destingue pelo ensino da língua portuguesa.
No outono de 2018, foi anunciado que David Burmann e Alexej Feinstein visitarão a escola em abril de 2019 por vários dias.